# Euproctis ochrea
Euproctis ochrea är en fjärilsart som beskrevs av Butler 1878. Euproctis ochrea ingår i släktet Euproctis och familjen tofsspinnare. Inga underarter finns listade i Catalogue of Life.